# Salomon Jadassohn
Salomon Jadassohn   (Breslau, 13 d'agost de 1831 - Leipzig, 1 de febrer de 1902) va ser un compositor, pianista, teòric musical i pedagog musical alemany.

## Biografia
Salomon Jadassohn va rebre la seva primera formació musical a Breslau amb Moritz Brosig. Els seus professors van ser Moritz Hauptmann al Conservatori de Leipzig des de 1848 i Franz Liszt a Weimar de 1849 a 1851.
Després d'acabar els seus estudis, Jadassohn va assumir el càrrec de director del Cor de la Sinagoga de Leipzig. A finals de la dècada de 1860 va dirigir els concerts d'Euterpe a Leipzig. El 1871 va entrar al Conservatori de Leipzig, on va ocupar el càrrec de professor de solfeig, piano i composició. Va gaudir d'una excel·lent reputació com a pedagog musical. A la dècada de 1880 va ser director de la "Danzig Concert Society". Quan va ser nomenat director del Cor Filharmònic i de l'Orquestra de l'Òpera de Bremen, va succeir a Martin Traugott. Posteriorment va tornar a Leipzig, on va morir el 1902. El 1887 la Universitat de Leipzig li va concedir un doctorat honoris causa.

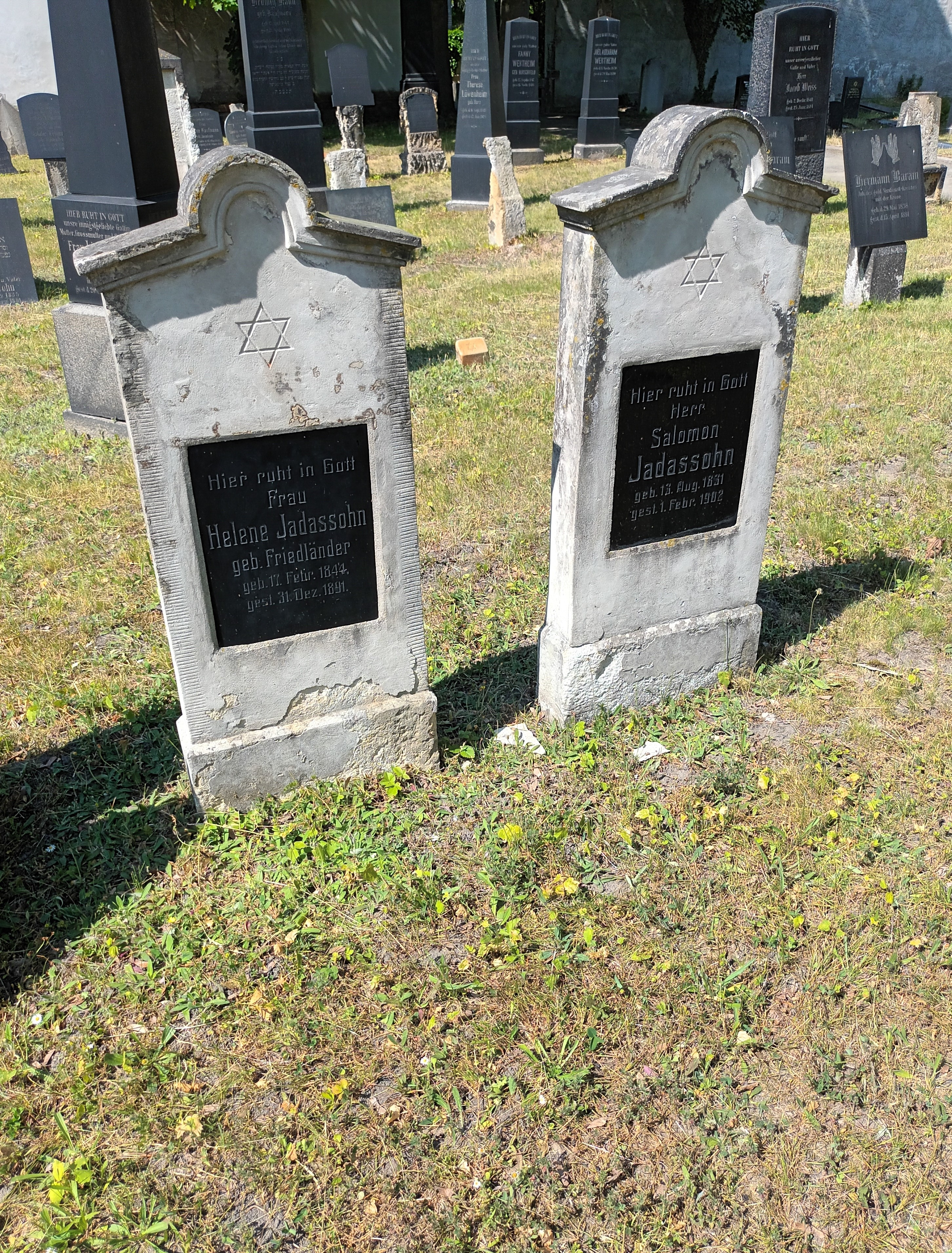
Tombes de Salomon Jadassohn i la seva dona al cementiri hebreu de Leipzig

La seva obra compositiva és molt diversa. Inclou simfonies, serenates per a orquestra, obertures, concerts per a piano, música de cambra, peces per a piano, cors, cançons, així com duets vocals i obres sagrades. Jadassohn va publicar moltes de les seves obres sota el seu pseudònim "Olivier". També va publicar diversos escrits de teoria musical que van rebre una gran atenció en aquell moment. Les obres i els escrits de Jadassohn s'han oblidat en gran part avui dia.
Salomon Jadassohn estava casat amb la professora de cant Helene Friedländer (1843–1891). El seu fill Alexander Jadassohn (1873–1948) es va convertir en un editor musical; la seva filla Beate (1878 després de 1955) va treballar com a autora de llibres infantils amb els noms de Beate Frederich i Beate Jacoby. La seva filla Bertha Jadassohn (1880–1934) es va casar amb el compositor Leo Fall el 1904.
Salomon Jadassohn i la seva dona van ser enterrats a l'antic cementiri israelita de Leipzig.

## Composicions
Música de cambra
- Streichquartett Nr. 1 c-Moll op. 10.
- Klaviertrio Nr. 1 F-Dur op. 16 (1859; Violí, violoncel i piano)[2]
- Klaviertrio Nr. 2 E-Dur op. 20 (1859)[2]
- Klaviertrio Nr. 3 c-Moll op. 59 (1880)[2]
- Klavierquintett Nr. 1 op. 70 (ca. 1860; Piano, 2 violins, viola i violoncel)
- Klavierquintett Nr. 2 op. 76 (1884)
- Klavierquartett Nr. 1 c-Moll op. 77 (1884; Violí, viola, violoncel i piano)
- Klaviertrio Nr. 4 c-Moll op. 85; (1887)
- Klavierquartett Nr. 2 G-Dur op. 86 (1887)
- Sextett op. 100 (1888) per a 2 violins, viola, violoncel i piano a 4 mans
- Serenade für Bläser op. 104
- Klavierquartett Nr. 3 a-Moll op. 109 (1890)
- Klavierquintett Nr. 3 g-Moll op. 126 (1895)
- Notturno op. 133 per a flauta i piano.
- Capriccio op. 137 per a flauta i piano.

Orquestra
- Symphonie Nr. 1 C-Dur op. 24[3]
- Symphonie Nr. 2 A-Dur op. 28[3]
- Symphonie Nr. 3 D-Dur op. 50[3]
- Symphonie Nr. 4 c-Moll op. 101[3]
- 1. Klavierkonzert c-Moll op. 89 (1887)[4]
- 2. Klavierkonzert f-Moll op. 90 (1888)[4]
- Cavatine Nr. 1 op. 69 per a violí i orquestra[3]
- Cavatine Nr. 2 op. 120 (1894) per a violoncel i orquestra[3]
- Serenade Nr. 1 in 4 Canons op. 42[5]
- Serenade Nr. 2 in D-Dur op. 46[5]
- Serenade Nr. 3 in A-Dur op. 47[6]
- Serenade für Flöte und Streicher op. 80[6]

Orgue
- Fantasie g-Moll, op. 95 (Neuausgabe Berlin 2012: Berliner Chormusik-Verlag/Edition Musica Rinata)

Obres vocals

- Dues cançons sagrades per a cor i veus solistes op.2. Leipzig 1856 (còpia digital)
- Gott sei uns gnädig op. 41. Salm 67 per a cor mixt de cinc parts SSATB a capella. (Nou llançament 2014: Berliner Chormusik-Verlag/Edition Musica Rinata)
- Verheißung op. 55 per a cor i orquestra. Text:?
- Danklied op. 106 per a cor i orquestra de corda o orgue (nou llançament Berlín 2012: Berliner Chormusik-Verlag/Edition Musica Rinata)
- Ich hebe meine Augen auf Psalm 121 op. 128 per a cor i orgue. (Nova versió Berlín 2010: Berliner Chormusik-Verlag/Edition Musica Rinata)

## Publicacions
- Lehrbuch des einfachen, doppelten, drei- und vierfachen Contrapuncts. 2. edició. Breitkopf & Härtel, Leipzig 1890.
- Lehrbuch der Harmonie. 5. edició. Breitkopf & Härtel, Leipzig 1898.
- Der Generalbass. Eine Anleitung für die Ausführung der Continuo-Stimmen in den Werken der alten Meister. Breitkopf & Härtel, Leipzig 1901.
- Lehrbuch der Instrumentation. 2. edició. Breitkopf & Härtel, Leipzig 1907.
- Die Formen in den Werken der Tonkunst. 4. edició. Breitkopf & Härtel, Leipzig 1910.
- Die Lehre von Canon und Fuge. 3. edició. Breitkopf & Härtel, Leipzig 1913.

## Discografia
- Klaviertrios Nr. 1–3. Syrius Trio. Toccata 0107, 2010[2]
- Klavierkonzerte 1 i 2. Markus Becker, Rundfunk-Sinfonieorchester Berlin, Michael Sanderling. Hyperion Records, 2009[5] (in der Reihe ‘The Romantic Piano Concerto’, Vol. 47)[4]
- Serenaden Nr. 1 & 2. Malta Philharmonic Orchestra, Marius Stravinsky. Cameo, 2014[5]
- Symphonien Nr. 1–4. Cavatine op. 69 für Violine & Orchester; Cavatine op. 120 für Cello & Orchester. Klaudyna Schulze-Broniewska, Thomas Georgi, Brandenburgisches Staatsorchester Frankfurt, Howard Griffiths. cpo 777 607-2, 2015[3]
- Symphonie Nr. 1. Serenaden Nr. 1–3; Serenade für Flöte & Streicher op. 80; Klavierkonzert Nr. 1. Valentina Seferinova (Klavier), Rebecca Hall (Flöte), Belarussian State Symphony Orchestra, Malta Philharmonic Orchestra, Karelia State Symphony Orchestra, Marius Strawinsky, Michael Laus, Denis Vlasenko. Cameo, 2018[6]

## Selecció d'Estudiants de Salomon Jadassohn
| - Edvard Grieg - Zdeněk Fibich - Bernard Zweers - George Chadwick - Christian Sinding - George Templeton Strong (compositor) - Robert Kajanus - Richard Franck - Ethel Smyth - Julius Klengel - Emil Nikolaus von Reznicek - Isaac Albéniz - Rudolf Lassel (* 1861; † 1918; Compositor i organista) - Fanny Davies (* 27. Juny 1861; † 1. Setembre 1934; Pianista) - Frederick Delius - Felix Weingartner - Ferruccio Busoni - Georg Schumann (Compositor) - Alfred Hill | - Percy Pitt (* 4. gener 1870; † 23. Novembre 1932; Compositor, director d'orquestra i organista) - Cornelis Dopper - Camillo Schumann - Gerhard von Keußler - Julián Carrillo - Richard Wetz - Selmar Meyrowitz - Mikalojus Konstantinas Čiurlionis - Franco Alfano - Sergei Eduardowitsch Bortkiewicz - Sigfrid Karg-Elert - Gustav Brecher - Gottfried Galston - Bruno Granichstaedten - Wilhelm Backhaus - Albert Fuchs (Compositor) - Stanisław Niewiadomski (Compositor) - Alfred Ernst |